# Kattisangavi, Jevargi
Kattisangavi là một làng thuộc tehsil Jevargi, huyện Gulbarga, bang Karnataka, Ấn Độ.